# Eritema multiforme maggiore

L'eritema multiforme (o polimorfo) maggiore è una forma intermedia di eritema polimorfo.